# ويلارد ودارد
ويلارد ودارد هو سياسي أمريكي، ولد في 12 ديسمبر 1824 في ساندويتش في الولايات المتحدة، وتوفي في 19 مارس 1891. نشط حزبياً في الحزب الجمهوري. وقد انتخب عضو مجلس ولاية إلينوي ‏.